# Saint-Laurent-les-Tours
Pour les articles homonymes, voir Saint-Laurent.
Saint-Laurent-les-Tours est une commune française, située dans le nord-est du département du Lot en région Occitanie.
Elle est également dans la Limargue, une région naturelle occupant une dépression verdoyante entre les causses du Quercy et le Ségala quercynois.
Exposée à un climat océanique altéré, elle est drainée par le Mamoul, le ruisseau d'aygue vieille, le ruisseau des Calmettes et par divers autres petits cours d'eau. Incluse dans le bassin de la Dordogne, la commune possède un patrimoine naturel remarquable composé d'une zone naturelle d'intérêt écologique, faunistique et floristique.
Saint-Laurent-les-Tours est une commune rurale qui compte 845 habitants en 2022, après avoir connu une forte hausse de la population depuis 1962. Elle est dans l'agglomération de Saint-Céré et fait partie de l'aire d'attraction de Biars-sur-Cère - Saint-Céré. Ses habitants sont appelés les Saint-Laurentais ou  Saint-Laurentaises.

## Géographie
Saint-Laurent-les-Tours est une commune du Quercy située dans l'unité urbaine de Saint-Céré en Limargue. Elle est bordée par deux affluents de la Dordogne : au nord le Mamoul, et au sud la Bave.

### Communes limitrophes
| Belmont-Bretenoux                          |                         | Cornac      |
|                                            | Saint-Laurent-les-Tours | Frayssinhes |
| Saint-Jean-Lespinasse (par un quadripoint) | Saint-Céré              |             |

### Climat
Pour des articles plus généraux, voir Climat de l'Occitanie et Climat du Lot.
En 2010, le climat de la commune est de type climat océanique altéré, selon une étude s'appuyant sur une série de données couvrant la période 1971-2000. En 2020, Météo-France publie une typologie des climats de la France métropolitaine dans laquelle la commune est exposée à un climat de montagne ou de marges de montagne et est dans la région climatique Ouest et nord-ouest du Massif Central, caractérisée par une pluviométrie annuelle de 900 à 1 500 mm, maximale en automne et en hiver.
Pour la période 1971-2000, la température annuelle moyenne est de 12,7 °C, avec une amplitude thermique annuelle de 16,3 °C. Le cumul annuel moyen de précipitations est de 1 097 mm, avec 11,3 jours de précipitations en janvier et 6,9 jours en juillet. Pour la période 1991-2020, la température moyenne annuelle observée sur la station météorologique la plus proche, située sur la commune de Sousceyrac-en-Quercy à 10,7 km à vol d'oiseau, est de 11,6 °C et le cumul annuel moyen de précipitations est de 1 299,2 mm,. Pour l'avenir, les paramètres climatiques de la commune estimés pour 2050 selon différents scénarios d’émission de gaz à effet de serre sont consultables sur un site dédié publié par Météo-France en novembre 2022.

### Milieux naturels et biodiversité

#### Espaces protégés
La protection réglementaire est le mode d’intervention le plus fort pour préserver des espaces naturels remarquables et leur biodiversité associée,.
La commune fait partie de la zone de transition du bassin de la Dordogne, un territoire d'une superficie de 1 880 258 ha reconnu réserve de biosphère par l'UNESCO en juillet 2012,.

#### Zones naturelles d'intérêt écologique, faunistique et floristique

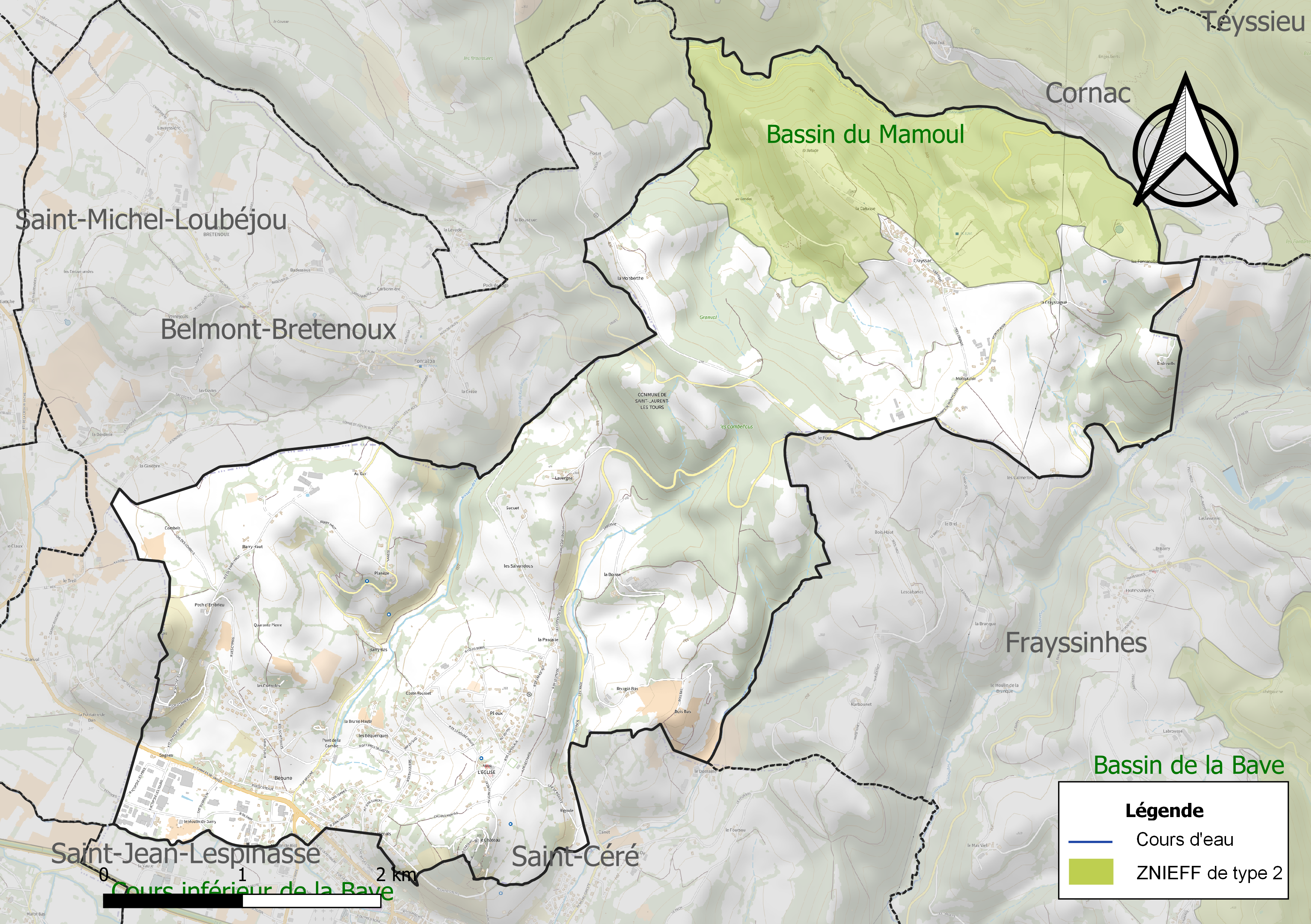
Carte de la ZNIEFF de type 2 localisée sur la commune.

L’inventaire des zones naturelles d'intérêt écologique, faunistique et floristique (ZNIEFF) a pour objectif de réaliser une couverture des zones les plus intéressantes sur le plan écologique, essentiellement dans la perspective d’améliorer la connaissance du patrimoine naturel national et de fournir aux différents décideurs un outil d’aide à la prise en compte de l’environnement dans l’aménagement du territoire.
Une ZNIEFF de type 2 est recensée sur la commune :
le « bassin du Mamoul » (2 278 ha), couvrant 11 communes du département.

## Urbanisme

### Typologie
Au 1er janvier 2024, Saint-Laurent-les-Tours est catégorisée bourg rural, selon la nouvelle grille communale de densité à sept niveaux définie par l'Insee en 2022.
Elle appartient à l'unité urbaine de Saint-Céré, une agglomération intra-départementale regroupant trois  communes, dont elle est une commune de la banlieue,,. Par ailleurs la commune fait partie de l'aire d'attraction de Biars-sur-Cère - Saint-Céré, dont elle est une commune d'un pôle secondaire,. Cette aire, qui regroupe 49 communes, est catégorisée dans les aires de moins de 50 000 habitants,.

### Occupation des sols
L'occupation des sols de la commune, telle qu'elle ressort de la base de données européenne d’occupation biophysique des sols Corine Land Cover (CLC), est marquée par l'importance des territoires agricoles (60,3 % en 2018), en diminution par rapport à 1990 (62,7 %). La répartition détaillée en 2018 est la suivante : 
prairies (33,7 %), forêts (29,8 %), zones agricoles hétérogènes (26,6 %), zones urbanisées (5,9 %), zones industrielles ou commerciales et réseaux de communication (3,9 %). L'évolution de l’occupation des sols de la commune et de ses infrastructures peut être observée sur les différentes représentations cartographiques du territoire : la carte de Cassini (XVIIIe siècle), la carte d'état-major (1820-1866) et les cartes ou photos aériennes de l'IGN pour la période actuelle (1950 à aujourd'hui).

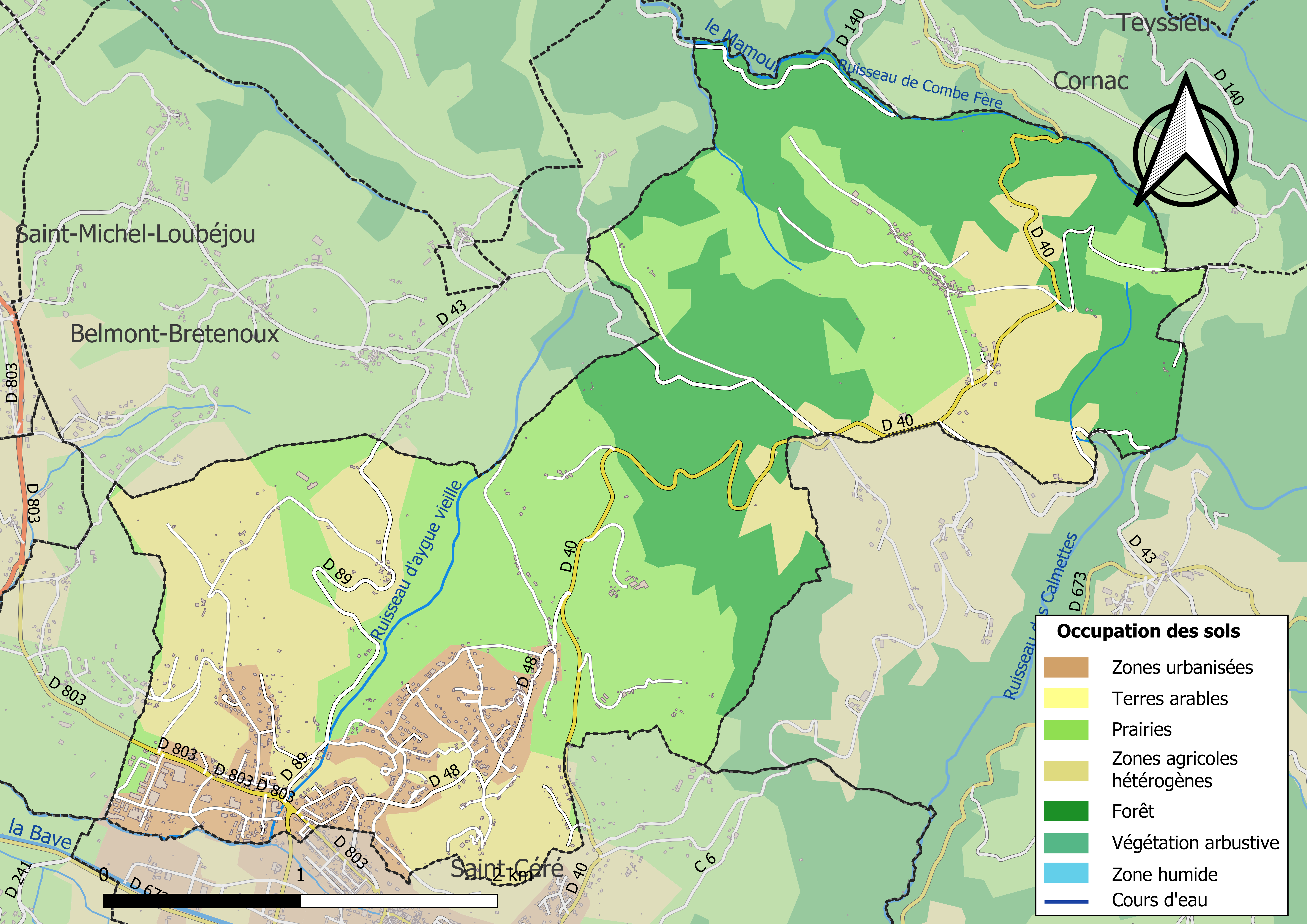
Carte des infrastructures et de l'occupation des sols de la commune en 2018 (CLC).

### Risques majeurs
Le territoire de la commune de Saint-Laurent-les-Tours est vulnérable à différents aléas naturels : météorologiques (tempête, orage, neige, grand froid, canicule ou sécheresse), inondations, feux de forêts, mouvements de terrains et séisme (sismicité très faible). Il est également exposé à un risque particulier : le risque de radon. Un site publié par le BRGM permet d'évaluer simplement et rapidement les risques d'un bien localisé soit par son adresse soit par le numéro de sa parcelle.

#### Risques naturels
Certaines parties du territoire communal sont susceptibles d’être affectées par le risque d’inondation par débordement de cours d'eau, notamment le Mamoul. La cartographie des zones inondables en ex-Midi-Pyrénées réalisée dans le cadre du XIe Contrat de plan État-région, visant à informer les citoyens et les décideurs sur le risque d’inondation, est accessible sur le site de la DREAL Occitanie. La commune a été reconnue en état de catastrophe naturelle au titre des dommages causés par les inondations et coulées de boue survenues en 1982, 1994, 1999 et 2001,.
Saint-Laurent-les-Tours est exposée au risque de feu de forêt. Un plan départemental de protection des forêts contre les incendies a été approuvé par arrêté préfectoral le 30 novembre 2015 pour la période 2015-2025. Les propriétaires doivent ainsi couper les broussailles, les arbustes et les branches basses sur une profondeur de 50 mètres, aux abords des constructions, chantiers, travaux et installations de toute nature, situées à moins de 200 mètres de terrains en nature
de bois, forêts, plantations, reboisements, landes ou friches. Le brûlage des déchets issus de l’entretien des parcs et jardins des ménages et des collectivités est interdit. L’écobuage est également interdit, ainsi que les feux de type méchouis et barbecues, à l’exception de ceux prévus dans des installations fixes (non situées sous couvert d'arbres) constituant une dépendance d'habitation.

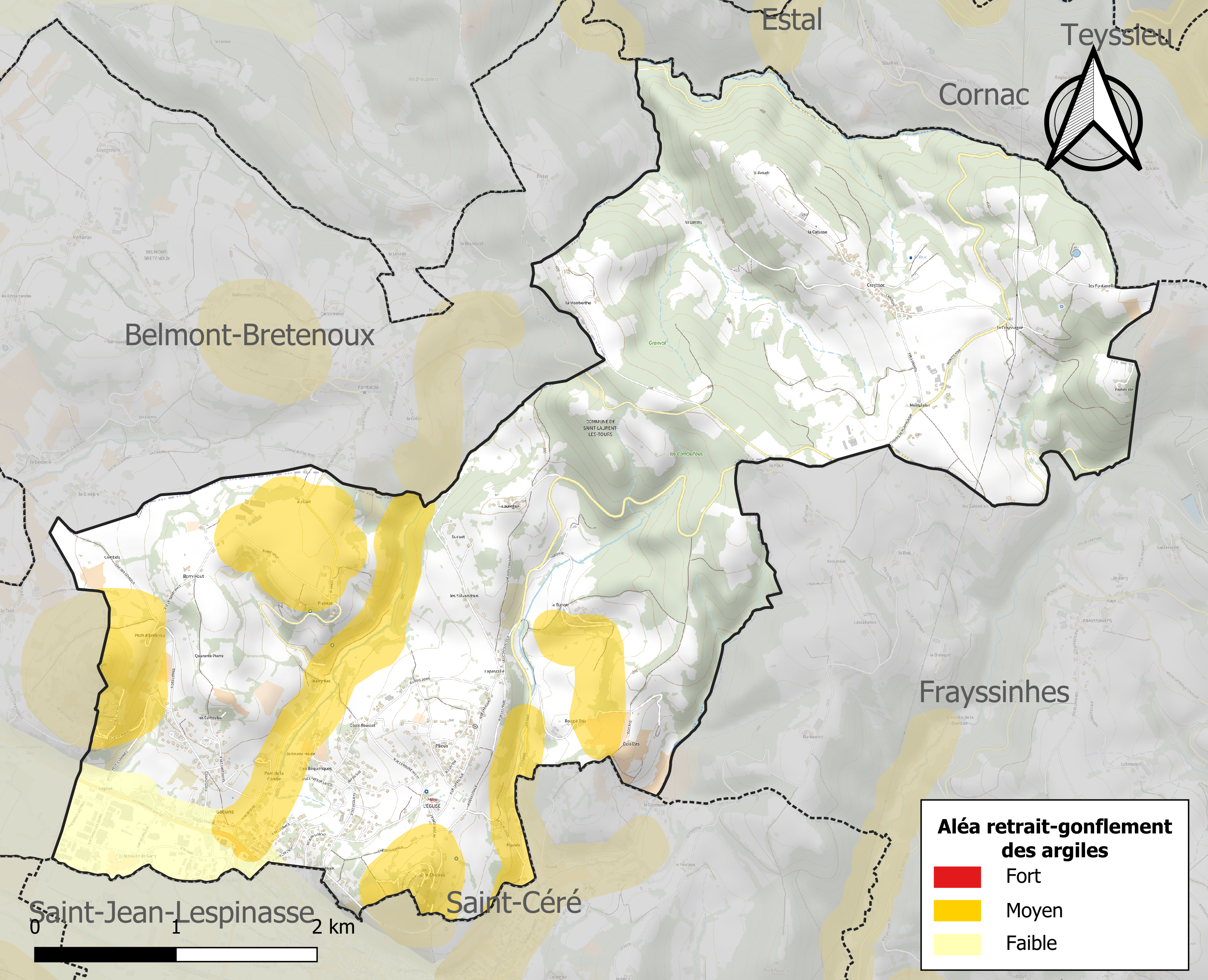
Carte des zones d'aléa retrait-gonflement des sols argileux de Saint-Laurent-les-Tours.

Les mouvements de terrains susceptibles de se produire sur la commune sont des éboulements, chutes de pierres et de blocs et des glissements de terrain.
Le retrait-gonflement des sols argileux est susceptible d'engendrer des dommages importants aux bâtiments en cas d’alternance de périodes de sécheresse et de pluie. 15,6 % de la superficie communale est en aléa moyen ou fort (67,7 % au niveau départemental et 48,5 % au niveau national). Sur les 477 bâtiments dénombrés sur la commune en 2019, 93 sont en aléa moyen ou fort, soit 19 %, à comparer aux 72 % au niveau départemental et 54 % au niveau national. Une cartographie de l'exposition du territoire national au retrait gonflement des sols argileux est disponible sur le site du BRGM,.
Par ailleurs, afin de mieux appréhender le risque d’affaissement de terrain, l'inventaire national des cavités souterraines permet de localiser celles situées sur la commune.
Concernant les mouvements de terrains, la commune a été reconnue en état de catastrophe naturelle au titre des dommages causés par la sécheresse en 1989 et 1992 et par des mouvements de terrain en 1999.

#### Risque particulier
Dans plusieurs parties du territoire national, le radon, accumulé dans certains logements ou autres locaux, peut constituer une source significative d’exposition de la population aux rayonnements ionisants. Certaines communes du département sont concernées par le risque radon à un niveau plus ou moins élevé. Selon la classification de 2018, la commune de Saint-Laurent-les-Tours est classée en zone 3, à savoir zone à potentiel radon significatif.

## Toponymie
Le toponyme Saint-Laurent-les-Tours, en occitan Sent Laurenç, est basé sur l'hagiotoponyme chrétien Laurent de Rome (Laurentius) :  martyr  sur un gril en 258. La préposition lès vient de lez issu du latin de basse époque latus signifiant à côté de. Pendant la révolution, la commune s'appelait Sen-Laurent. La dénomination les-Tours a été ajoutée en 1848.

## Politique et administration
| Période                                  | Période      | Identité                                        | Étiquette      | Qualité                                                                  |
| ---------------------------------------- | ------------ | ----------------------------------------------- | -------------- | ------------------------------------------------------------------------ |
| 1792                                     | 1793         | Pierre Lescure                                  |                |                                                                          |
| 1793                                     | 1795         | Jean Louis Delroux                              |                |                                                                          |
| 1796                                     | 1805         | Guillaume Vernejoul                             |                |                                                                          |
| 1806                                     | 1807         | Jean Louis Souilhac                             |                |                                                                          |
| 1808                                     | 1809         | Antoine Cabanes                                 |                |                                                                          |
| 1810                                     | 1813         | Guillaume Vernejoul                             |                |                                                                          |
| 1813                                     | 1831         | Jacques Henry Lavaur De Laboisse (de)           |                |                                                                          |
| 1832                                     | 1877         | Louis François Théodore Lavaur De Laboisse (de) |                |                                                                          |
| 1878                                     | 1900         | Marie Xavier Ernest Lavaur De Laboisse          |                |                                                                          |
| 1900                                     | 1903         | Raymond Lavaur De Laboisse                      |                |                                                                          |
| mars 1971                                | mars 2001    | Fernand Larribe                                 | PS             |                                                                          |
| mars 2001                                | mars 2008    | Danielle Comte                                  | PS             | bibliothécaire, conseillère régionale                                    |
| mars 2008                                | 30 mars 2014 | Michel Janicot                                  | Sans étiquette | Ingénieur                                                                |
| 30 mars 2014                             | 31 Mai 2020  | Pascal Lagarrigue                               | -              | Comptable                                                                |
| 31 Mai 2020                              | En cours     | Stéphanie Roussies                              | -              | Attachée Parlementaire, suppléante du sénateur Jean-Marc Vayssouze-Faure |
| Les données manquantes sont à compléter. |              |                                                 |                |                                                                          |

## Démographie
| 1793 | 1800 | 1806 | 1821 | 1831 | 1836 | 1841 | 1846 | 1851 |
| ---- | ---- | ---- | ---- | ---- | ---- | ---- | ---- | ---- |
| 484  | 532  | 552  | 580  | 554  | 541  | 570  | 572  | 547  |

| 1856 | 1861 | 1866 | 1872 | 1876 | 1881 | 1886 | 1891 | 1896 |
| ---- | ---- | ---- | ---- | ---- | ---- | ---- | ---- | ---- |
| 548  | 539  | 534  | 535  | 516  | 519  | 529  | 505  | 478  |

| 1901 | 1906 | 1911 | 1921 | 1926 | 1931 | 1936 | 1946 | 1954 |
| ---- | ---- | ---- | ---- | ---- | ---- | ---- | ---- | ---- |
| 479  | 501  | 484  | 386  | 380  | 332  | 332  | 324  | 299  |

| 1962 | 1968 | 1975 | 1982 | 1990 | 1999 | 2004 | 2006 | 2009 |
| ---- | ---- | ---- | ---- | ---- | ---- | ---- | ---- | ---- |
| 353  | 394  | 531  | 747  | 835  | 900  | 911  | 907  | 918  |

| 2014 | 2019 | 2022 | - | - | - | - | - | - |
| ---- | ---- | ---- | - | - | - | - | - | - |
| 914  | 846  | 845  | - | - | - | - | - | - |

## Économie

### Revenus
En 2018, la commune compte 429 ménages fiscaux, regroupant 908 personnes. La médiane du revenu disponible par unité de consommation est de 23 490 € (20 740 € dans le département).

### Emploi
|                | 2008  | 2013  | 2018  |
| -------------- | ----- | ----- | ----- |
| Commune        | 3,1 % | 4,5 % | 5,3 % |
| Département    | 7,3 % | 8,9 % | 9,6 % |
| France entière | 8,3 % | 10 %  | 10 %  |

En 2018, la population âgée de 15 à 64 ans s'élève à 464 personnes, parmi lesquelles on compte 78,8 % d'actifs (73,5 % ayant un emploi et 5,3 % de chômeurs) et 21,2 % d'inactifs,. Depuis 2008, le taux de chômage communal (au sens du recensement) des 15-64 ans est inférieur à celui de la France et du département.
La commune fait partie d'un pôle secondaire de l'aire d'attraction de Biars-sur-Cère - Saint-Céré,. Elle compte 372 emplois en 2018, contre 404 en 2013 et 411 en 2008. Le nombre d'actifs ayant un emploi résidant dans la commune est de 344, soit un indicateur de concentration d'emploi de 108,3 % et un taux d'activité parmi les 15 ans ou plus de 49 %.
Sur ces 344 actifs de 15 ans ou plus ayant un emploi, 85 travaillent dans la commune, soit 25 % des habitants. Pour se rendre au travail, 89 % des habitants utilisent un véhicule personnel ou de fonction à quatre roues, 0,9 % les transports en commun, 6,3 % s'y rendent en deux-roues, à vélo ou à pied et 3,9 % n'ont pas besoin de transport (travail au domicile).

### Activités hors agriculture

#### Secteurs d'activités
88 établissements sont implantés  à Saint-Laurent-les-Tours au 31 décembre 2019. Le tableau ci-dessous en détaille le nombre par secteur d'activité et compare les ratios avec ceux du département,.
| Secteur d'activité                                                                                        | Commune | Commune | Département |
| Secteur d'activité                                                                                        | Nombre  | %       | %           |
| --- | ------- | ------- | ----------- |
| Ensemble                                                                                                  | 88      |         |             |
| Industrie manufacturière, industries extractives et autres                                                | 11      | 12,5 %  | (14 %)      |
| Construction                                                                                              | 22      | 25 %    | (13,9 %)    |
| Commerce de gros et de détail, transports, hébergement et restauration                                    | 29      | 33 %    | (29,9 %)    |
| Activités financières et d'assurance                                                                      | 5       | 5,7 %   | (2,8 %)     |
| Activités immobilières                                                                                    | 2       | 2,3 %   | (3,5 %)     |
| Activités spécialisées, scientifiques et techniques et activités de services administratifs et de soutien | 11      | 12,5 %  | (13,5 %)    |
| Administration publique, enseignement, santé humaine et action sociale                                    | 4       | 4,5 %   | (12 %)      |
| Autres activités de services                                                                              | 4       | 4,5 %   | (8,7 %)     |

Le secteur du commerce de gros et de détail, des transports, de l'hébergement et de la restauration est prépondérant sur la commune puisqu'il représente 33 % du nombre total d'établissements de la commune (29 sur les 88 entreprises implantées  à Saint-Laurent-les-Tours), contre 29,9 % au niveau départemental.

#### Entreprises et commerces
Les quatre entreprises ayant leur siège social sur le territoire communal qui génèrent le plus de chiffre d'affaires en 2020 sont : 
- Grimen SA, supermarchés (25 623 k€)
- ETS Mazars, travaux de charpente (478 k€)
- Ste Materiels Travaux Explosifs - Mte, commerce de gros (commerce interentreprises) de machines pour l'extraction, la construction et le génie civil (415 k€)
- Cedanco, activités des sociétés holding (0 k€)

### Agriculture
La commune est dans le Segala », une petite région agricole occupant la frange est du département du Lot. En 2020, l'orientation technico-économique de l'agriculture  sur la commune est la polyculture et/ou le polyélevage.
|               | 1988 | 2000 | 2010 | 2020 |
| ------------- | ---- | ---- | ---- | ---- |
| Exploitations | 34   | 25   | 11   | 10   |
| SAU (ha)      | 495  | 517  | 495  | 488  |

Le nombre d'exploitations agricoles en activité et ayant leur siège dans la commune est passé de 34 lors du recensement agricole de 1988  à 25 en 2000 puis à 11 en 2010 et enfin à 10 en 2020, soit une baisse de 71 % en 32 ans. Le même mouvement est observé à l'échelle du département qui a perdu pendant cette période 60 % de ses exploitations,. La surface agricole utilisée sur la commune a également diminué, passant de 495 ha en 1988 à 488 ha en 2020. Parallèlement la surface agricole utilisée moyenne par exploitation a augmenté, passant de 15 à 49 ha.

## Culture locale et patrimoine

### Lieux et monuments
- Église Saint-Laurent de Saint-Laurent-les-Tours. L'édifice est référencé dans la base Mérimée et à l'Inventaire général de la région Occitanie[36].
- Église Saint-Pierre-ès-Liens de Crayssac.
- Vestiges du château des Tours-Saint-Laurent du XIIIe siècle et XVe siècle. Logis du château du XIXe siècle est une ancienne demeure de Jean Lurçat (1882-1966), de nos jours musée ouvert six mois par an. En 1986, Simone Selves, veuve de l'artiste, a confié les lieux au conseil général du Lot. Le château domine toute la vallée de Saint-Céré. L'édifice est classée au titre des monuments historiques en 1889 et 1988[37] ;
- Une des tours du château a été restaurée par le conseil général afin de l'ouvrir au public. Le toit a donc été restauré et 2 salles sont disponibles pour accueillir des expositions, le reste de la tour étant interdit au public.

### Personnalités liées à la commune
- Guy de Lavaur.
- Jean Lurçat, a vécu à Saint-Laurent-les-Tours, et y est enterré.
- Simone Lurçat, après une vie consacrée à l'œuvre de son époux, repose au cimetière de Saint-Laurent-les-Tours depuis le 30 mars 2009.

#### Site de l'Insee
1. ↑  « La grille communale de densité », sur le site de l'Insee, 28 mai 2024 (consulté le 28 juin 2024).
2. ↑  « Unité urbaine 2020 de Saint-Céré », sur le site de l'Insee (consulté le 28 juin 2024).
3. 1 2  Insee, « Métadonnées de la commune de Saint-Laurent-les-Tours ».
4. ↑  « Liste des communes composant l'aire d'attraction de Biars-sur-Cère - Saint-Céré », sur le site de l'Insee (consulté le 28 juin 2024).
5. ↑  Marie-Pierre de Bellefon, Pascal Eusebio, Jocelyn Forest, Olivier Pégaz-Blanc et Raymond Warnod (Insee), « En France, neuf personnes sur dix vivent dans l’aire d’attraction d’une ville », sur le site de l'Insee, 21 octobre 2020 (consulté le 28 juin 2024).
6. ↑  « REV T1 - Ménages fiscaux de l'année 2018 à Saint-Laurent-les-Tours » (consulté le 5 février 2022).
7. ↑  « REV T1 - Ménages fiscaux de l'année 2018 dans le Lot » (consulté le 5 février 2022).
8. 1 2  « Emp T1 - Population de 15 à 64 ans par type d'activité en 2018 à Saint-Laurent-les-Tours » (consulté le 5 février 2022).
9. ↑  « Emp T1 - Population de 15 à 64 ans par type d'activité en 2018 dans le Lot » (consulté le 5 février 2022).
10. ↑  « Emp T1 - Population de 15 à 64 ans par type d'activité en 2018 dans la France entière » (consulté le 5 février 2022).
11. ↑  « Base des aires d'attraction des villes 2020 », sur site de l'Insee (consulté le 10 avril 2021).
12. ↑  « Emp T5 - Emploi et activité en 2018 à Saint-Laurent-les-Tours » (consulté le 5 février 2022).
13. ↑  « ACT T4 - Lieu de travail des actifs de 15 ans ou plus ayant un emploi qui résident dans la commune en 2018 » (consulté le 5 février 2022).
14. ↑  « ACT G2 - Part des moyens de transport utilisés pour se rendre au travail en 2018 » (consulté le 5 février 2022).
15. ↑  « DEN T5 - Nombre d'établissements par secteur d'activité au 31 décembre 2019 à Saint-Laurent-les-Tours » (consulté le 14 février 2022).
16. ↑  « DEN T5 - Nombre d'établissements par secteur d'activité au 31 décembre 2019 dans le Lot » (consulté le 14 février 2022).

#### Autres sources
1. ↑  Préfecture du Lot, « Intercommunalité : Création de Causses et vallée de la Dordogne », sur Préfecture du Lot, 14 février 2014 (consulté le 11 janvier 2015).
2. ↑  Carte IGN sous Géoportail
3. 1 2  Daniel Joly, Thierry Brossard, Hervé Cardot, Jean Cavailhes, Mohamed Hilal et Pierre Wavresky, « Les types de climats en France, une construction spatiale », Cybergéo, revue européenne de géographie - European Journal of Geography, no 501,‎ 18 juin 2010 (DOI 10.4000/cybergeo.23155, lire en ligne, consulté le 14 novembre 2023)
4. ↑  « Zonages climatiques en France métropolitaine. », sur pluiesextremes.meteo.fr (consulté le 14 novembre 2023).
5. ↑  « Orthodromie entre Saint-Laurent-les-Tours et Sousceyrac-en-Quercy », sur fr.distance.to (consulté le 14 novembre 2023).
6. ↑  « Station Météo-France « Comiac » (commune de Sousceyrac-en-Quercy) - fiche climatologique - période 1991-2020 », sur donneespubliques.meteofrance.fr (consulté le 14 novembre 2023).
7. ↑  « Station Météo-France « Comiac » (commune de Sousceyrac-en-Quercy) - fiche de métadonnées. », sur donneespubliques.meteofrance.fr (consulté le 14 novembre 2023).
8. ↑  « Climadiag Commune : diagnostiquez les enjeux climatiques de votre collectivité. », sur meteofrance.fr, novembre 2022 (consulté le 14 novembre 2023).
9. ↑  « Les espaces protégés. », sur le site de l'INPN (consulté le 10 mai 2022).
10. ↑  « Liste des espaces protégés sur la commune », sur le site de l'inventaire national du patrimoine naturel (consulté le 2 septembre 2021).
11. ↑  « Réserve de biosphère du bassin de la Dordogne », sur mab-france.org (consulté le 2 septembre 2021).
12. ↑  « Bassin de la Dordogne - zone de transition - fiche descriptive », sur le site de l'inventaire national du patrimoine naturel (consulté le 1er septembre 2021).
13. ↑  « Liste des ZNIEFF de la commune de Saint-Laurent-les-Tours », sur le site de l'Inventaire national du patrimoine naturel (consulté le 2 septembre 2021).
14. ↑  « ZNIEFF le « bassin du Mamoul » - fiche descriptive », sur le site de l'inventaire national du patrimoine naturel (consulté le 2 septembre 2021).
15. ↑  « CORINE Land Cover (CLC) - Répartition des superficies en 15 postes d'occupation des sols (métropole). », sur le site des données et études statistiques du ministère de la Transition écologique. (consulté le 14 avril 2021).
16. 1 2 3  « Les risques près de chez moi - commune de Saint-Laurent-les-Tours », sur Géorisques (consulté le 17 octobre 2022).
17. ↑  BRGM, « Évaluez simplement et rapidement les risques de votre bien », sur Géorisques (consulté le 13 septembre 2022).
18. ↑  DREAL Occitanie, « CIZI », sur occitanie.developpement-durable.gouv.fr (consulté le 13 septembre 2022).
19. ↑  « Dossier départemental des risques majeurs dans le Lot », sur lot.gouv.fr (consulté le 13 septembre 2022), partie 1 -  chapitre Risque inondation.
20. ↑  « Dossier départemental des risques majeurs dans le Lot », sur lot.gouv.fr (consulté le 13 septembre 2022).
21. ↑  « Dossier départemental des risques majeurs dans le Lot », sur lot.gouv.fr (consulté le 13 septembre 2022), chapitre Mouvements de terrain.
22. ↑  « Retrait-gonflement des argiles », sur le site de l'observatoire national des risques naturels (consulté le 13 septembre 2022).
23. ↑  « Liste des cavités souterraines localisées sur la commune de Saint-Laurent-les-Tours », sur georisques.gouv.fr (consulté le 13 septembre 2022).
24. ↑  « Cartographie du risque radon en France. », sur le site de l’IRSN, janvier 2021 (consulté le 13 septembre 2022).
25. ↑  Gaston Bazalgues, À la découverte des noms de lieux du Quercy : Toponymie lotoise, Gourdon, Éditions de la Bouriane et du Quercy, juin 2002, 127 p. (ISBN 2-910540-16-2), p. 122.
26. ↑  « Les maires de Saint-Laurent-les-Tours », sur Site francegenweb, 19 février 2011 (consulté le 31 mai 2016).
27. ↑  L'organisation du recensement, sur insee.fr.
28. ↑  Calendrier départemental des recensements, sur insee.fr.
29. ↑  Des villages de Cassini aux communes d'aujourd'hui sur le site de l'École des hautes études en sciences sociales.
30. ↑  Fiches Insee - Populations de référence de la commune pour les années 2006, 2007, 2008, 2009, 2010, 2011, 2012, 2013, 2014, 2015, 2016, 2017, 2018, 2019, 2020, 2021 et 2022.
31. ↑  « Entreprises à Saint-Laurent-les-Tours », sur entreprises.lefigaro.fr (consulté le 14 février 2022).
32. ↑  « Les régions agricoles (RA), petites régions agricoles(PRA) - Année de référence : 2017 », sur agreste.agriculture.gouv.fr (consulté le 14 février 2022).
33. ↑  Présentation des premiers résultats du recensement agricole 2020, Ministère de l’agriculture et de l’alimentation, 10 décembre 2021
34. 1 2  « Fiche de recensement agricole - Exploitations ayant leur siège dans la commune de Saint-Laurent-les-Tours - Données générales », sur recensement-agricole.agriculture.gouv.fr (consulté le 14 février 2022).
35. ↑  « Fiche de recensement agricole - Exploitations ayant leur siège dans le département du Lot » (consulté le 14 février 2022).
36. ↑  « Église paroissiale Saint-Laurent », sur pop.culture.gouv.fr (consulté le 11 juin 2021).
37. ↑  « Château des Tours-Saint-Laurent », notice no PA00095244, sur la plateforme ouverte du patrimoine, base Mérimée, ministère français de la Culture.